# داتاگنج
داتاگنج (به انگلیسی: Dataganj) یک منطقهٔ مسکونی در هند است که در شهرستان بدائون واقع شده‌است.

## خصوصیات
داتاگنج  ۲۱٬۶۷۲ نفر جمعیت دارد و ۱۵۸ متر بالاتر از سطح دریا واقع شده‌است.